# Овилер Увил
Овилер Увил (фр. Hautvillers-Ouville) насеље је и општина у североисточној Француској у региону Пикардија, у департману Сома која припада префектури Абевил.
По подацима из 2011. године у општини је живело 551 становника, а густина насељености је износила 90,92 становника/km². Општина се простире на површини од 6,06 km². Налази се на средњој надморској висини од 59 метара (максималној 68 m, а минималној 44 m).

## Демографија
| 1962. | 1968. | 1975. | 1982. | 1990. | 1999. | 2011. |
| ----- | ----- | ----- | ----- | ----- | ----- | ----- |
| 300   | 346   | 383   | 396   | 401   | 378   | 551   |

График промене броја становника у току последњих година